# St John's Kirk (Mid Yell)
St John's Kirk, ook Old St John's Kirk genoemd, is de ruïne van een zeventiende-eeuwse kerk in de plaats Mid Yell op het Shetlandse eiland Yell.

## Beschrijving
Van de kerk is aan de westelijke zijde alleen een boog over, mogelijk de oorspronkelijke ingang, en aan de noordelijke zijde een stuk muur. In later tijd zijn er aan de noordzijde twee grafruimtes tegen de ruïne aan gebouwd. Iets ten zuiden van de ruïne is een nieuwe kerk gebouwd, welke eveneens St John's Kirk genoemd wordt.

## Graven

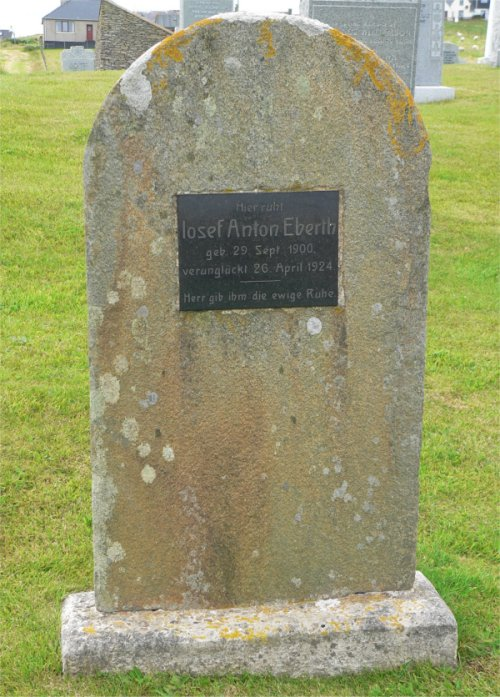
Het graf van Josef Anton Eberth te Mid Yell.

Op de begraafplaats, inclusief de westelijke grafruimte, zijn graven te vinden van de familie Neven. Deze familie was eigenaar van Windhouse. Ook is Josef Anton Eberth hier begraven. Hij was een bemanningslid van het schip Bohus, dat in 1924 bij Yell verging. Het boegbeeld van het schip staat nog op Yell en is bekend als de White Wife.